# Teste do sinal
O teste do sinal é um método estatístico para testar diferenças consistentes entre pares de observações, tal como o peso dos sujeitos antes e depois do tratamento. Dados os pares de observações (tal como peso pré e pós-tratamento) para cada sujeito, o teste do sinal determina se um membro do par (tal como o peso pré-tratamento) tende a ser maior do que (ou menor do que) o outro membro do par (tal como o peso pós-tratamento).
As observações pareadas podem ser designadas como {\displaystyle x} e {\displaystyle y}. Para comparações de observações pareadas {\displaystyle (x,y)}, o teste do sinal é mais útil se as comparações puderem ser expressas apenas como {\displaystyle x>y}, {\displaystyle x=y} ou {\displaystyle x<y}. Se, em vez disto, as observações puderem ser expressas como quantidades numéricas ({\displaystyle x=7}, {\displaystyle y=18}) ou como postos (posto de {\displaystyle x=1}º, posto de {\displaystyle y=8}º), então, o teste t de Student pareado ou teste de postos sinalizados de Wilcoxon geralmente serão mais adequados do que o teste do sinal para detectar diferenças consistentes.
Se {\displaystyle X} e {\displaystyle Y} forem variáveis quantitativas, o teste do sinal pode ser usado para testar a hipótese de que a diferença entre {\displaystyle X} e {\displaystyle Y} tem mediana zero, pressupondo distribuições contínuas das duas variáveis aleatórias {\displaystyle X} e {\displaystyle Y}, na situação em que podemos obter amostras pareadas a partir de {\displaystyle X} e {\displaystyle Y}.
O teste do sinal também pode testar se a mediana de uma coleção de números é significantemente maior ou menor que um valor especificado. Por exemplo, dada uma ista de notas de alunos em uma sala, o teste do sinal pode determinar se a mediada das notas é significantemente diferentes de, por exemplo, 75 de 100.
O teste do sinal é um teste não paramétrico que faz poucas pressuposições sobre a natureza das distribuições sob o teste – isto significa que ele tem uma aplicabilidade muito generalizada, mas pode não ter a potência estatística de testes alternativos.
As duas condições para o teste do sinal de amostra pareada são que a amostra deve ser aleatoriamente selecionada a partir de cada população e que as amostras devem ser dependentes ou pareadas. Amostras independentes não podem ser significantemente pareadas. Já que o teste é não paramétrico, as amostras não precisam vir de populações normalmente distribuídas. Além disto, o teste funciona para testes com cauda à esquerda, cauda à direita e bicaudais.

## Método
Considere {\displaystyle p=\Pr(X>Y)} e então teste a hipótese nula {\displaystyle H_{0}:p=0,50}. Em outras palavras, a hipótese nula afirma que, dado um par aleatório de medidas ({\displaystyle x_{i},y_{i}}), é igualmente provável que {\displaystyle x_{i}} e {\displaystyle y_{i}} sejam uma maior que a outra.
Para testar a hipótese nula, os pares independentes de dados amostrais são coletados a partir das populações {\displaystyle \{(x_{1},y_{1}),(x_{2},y_{2}),...,(x_{n},y_{n})\}}. Pares para os quais não há nenhuma diferença são omitidos de modo que haja a possibilidade de uma amostra reduzida de pares {\displaystyle m}.
Então, considere {\displaystyle W}. o número de pares para os quais {\displaystyle y_{i}-x_{i}>0}. Pressupondo que {\displaystyle H_{0}} é verdadeira, então, {\displaystyle W} segue uma distribuição binomial {\displaystyle W\thicksim b(m;0,5)}.

## Pressupostos
Considere {\displaystyle Z_{i}=X_{i}-Y_{i}} para {\displaystyle i=1,...,n}.
1. Pressupõe-se que as diferenças {\displaystyle Z_{i}} são independentes.
2. Cada {\displaystyle Z_{i}} vem da mesma população contínua.
3. Os valores que {\displaystyle X_{i}} e {\displaystyle Y_{i}} representam são ordenados (pelo menos na escala ordinal), de modo que as comparações "maior que", "menor que" e "igual a" tenham sentido.[5]

## Teste de significância
Já que se espera que a estatística do teste siga uma distribuição binomial, o teste binomial padrão é usado para calcular a significância. A aproximação normal à distribuição binomial pode ser usada para amostras grandes com {\displaystyle m>25}.
O valor da cauda à esquerda é computado por {\displaystyle \Pr(W\leq w)}, que é o valor-p para a alternativa {\displaystyle H_{1}:p<0,5}. Esta alternativa significa que as medidas de {\displaystyle X} tendem a ser maiores.
O valor da cauda à direita é computado por {\displaystyle \Pr(W\geq w)}, que é o valor-p para a alternativa {\displaystyle H_{1}:p>0,5}. Esta alternativa significa que as medidas de {\displaystyle Y} tendem a ser maiores.
Para uma alternativa bicaudal {\displaystyle H_{1}}, o valor-p é o dobro do menor valor de cauda.

## Exemplo de teste do sinal bilateral para pares emparelhados
Jerold H. Zar dá o seguindo exemplo de teste de sinal para pares emparelhados. Os dados coletados dizem respeito ao comprimento da pata esquerda traseira e da pata esquerda dianteira de 10 cervos.
| Cervo | Comprimento da pata traseira (cm) | Comprimento da pata dianteira (cm) | Diferença |
| ----- | --------------------------------- | ---------------------------------- | --------- |
| 1     | 142                               | 138                                | +         |
| 2     | 140                               | 136                                | +         |
| 3     | 144                               | 147                                | −         |
| 4     | 144                               | 139                                | +         |
| 5     | 142                               | 143                                | −         |
| 6     | 146                               | 141                                | +         |
| 7     | 149                               | 143                                | +         |
| 8     | 150                               | 145                                | +         |
| 9     | 142                               | 136                                | +         |
| 10    | 148                               | 146                                | +         |

A hipótese nula é que não há diferença entre os comprimentos da pata traseira e da pata dianteira do cervo. A hipótese alternativa é que há uma diferença entre os comprimentos da pata traseira e da pata dianteira. Note que este é um teste bicaudal. Para o teste bicaudal. a hipótese alternativa é de que o comprimento da pata traseira pode ser maior ou menor do que pata dianteira. Um teste monocaudal poderia avaliar se o comprimento da pata traseira é maior do que o da pata dianteira, de modo que a diferença só pode ser em uma direção (maior que).
Há 10 cervos. Há 8 diferenças positivas e 2 diferenças negativas. Se a hipótese nula for verdadeira, ou seja, não houver diferença entre os comprimentos da pata traseira e da pata dianteira, então, o número esperado de diferenças positivas é 5 de 10. Qual é a probabilidade de que o resultado observado de 8 diferenças positivas ou um resultado mais extremo ocorra se não houver diferença nos comprimentos das patas?
Já que o teste é bilateral, um resultado igualmente ou mais extremo que 8 diferenças positivas inclui os resultados de 8, 9 ou 10 diferenças positivas e os resultados de 0, 1 ou 2 diferenças positivas. A probabilidade de 8 ou mais diferenças positivas entre 10 cervos ou 2 ou menos diferenças positivas entre 10 cervos é igual à probabilidade 8 ou mais caras ou 2 ou menos caras em dez jogos de cara ou coroa com uma moeda justa. As probabilidades podem ser calculadas usando o teste binomial, com a probabilidade de caras e de coroas iguais a 0,5.
- Probabilidade de 0 cara em 10 jogos de cara ou coroa com uma moeda justa = 0,00098.
- Probabilidade de 1 caras em 10 jogos de cara ou coroa com uma moeda justa = 0,00977.
- Probabilidade de 2 caras em 10 jogos de cara ou coroa com uma moeda justa = 0,04395.
- Probabilidade de 8 caras em 10 jogos de cara ou coroa com uma moeda justa = 0,04395.
- Probabilidade de 9 caras em 10 jogos de cara ou coroa com uma moeda justa = 0,00977.
- Probabilidade de 10 caras em 10 jogos de cara ou coroa com uma moeda justa = 0,00098.

A probabilidade bilateral de um resultado tão extremo quanto 8 de 10 diferenças positivas é a soma destas probabilidades:
{\displaystyle 0,00098+0,00977+0,04395+0,04395+0,00977+0,00098=0,109375.}
Assim, a probabilidade de observar resultados tão extremos como 8 de 10 diferenças positivas nos comprimentos das patas, se não houver diferença nos comprimentos das patas, é {\displaystyle p=0,109375}. A hipótese nula não é rejeitada ao nível de significância de {\displaystyle p=0,05}. Como uma amostra de tamanho maior, a evidência pode ser suficiente para rejeitar a hipótese nula.
Já que as observações podem ser expressas como quantidades numéricas (comprimento real da pata), o teste t pareado ou o teste de postos sinalizados de Wilcoxon terão geralmente maior potência do que o teste do sinal para detectar diferenças consistentes. Para este exemplo, o teste t pareado para diferenças indica que há uma diferença significante entre o comprimento da pata traseira e o comprimento da pata dianteira ({\displaystyle p=0,007}).
Se o resultado observado fosse 9 diferenças positivas em 10 comparações, o teste do sinal pode ser significante. Apenas jogos de cara ou coroa com 0, 1, 9 ou 10 seriam igualmente ou mais extremos que o resultado observado.
- Probabilidade de 0 cara em 10 jogos de cara ou coroa com uma moeda justa = 0,00098.
- Probabilidade de 1 cara em 10 jogos de cara ou coroa com uma moeda justa =  0,00977.
- Probabilidade de 9 caras em 10 jogos de cara ou coroa com uma moeda justa = 0.00977.
- Probabilidade de 10 caras em 10 jogos de cara ou coroa com uma moeda justa = 0.00098.

A probabilidade de um resultado tão extremo quanto 9 ou 10 diferenças positivas é igual à soma destas probabilidades:
{\displaystyle 0,00098+0,00977+0,00977+0,00098=0,0215.}
Em geral, 8 de 10 diferenças positivas não é significante ({\displaystyle p=0,11}), mas 9 de 10 diferenças positivas é significante ({\displaystyle p=0,0215}).

## Exemplo de teste do sinal unilateral para pares emparelhados
W. J. Conover dá o seguinte exemplo usando um teste do sinal unilateral para pares emparelhados. Um fabricante faz dois produtos, A e B. O fabricante deseja saber se os consumidores preferem o produto B ao produto A. Em uma amostra de 10 consumidores, cada um recebe um produto A e um produto B e diz qual produto prefere.
A hipótese nula é que os consumidores não preferem o produto B ao produto A. A hipótese alternativa é que os consumidores preferem o produto B ao produto A. Note que este é um teste unilateral, ou seja, com uma única direção.
No fim do estudo, 8 consumidores preferiram o produto B, 1 consumidor preferiu o produto A e um consumidor disse não ter preferência.
- Número de casos positivos (que preferiram B) = 8.
- Número de casos negativos (que preferiram A) = 1.
- Número de empates (nenhuma preferência) = 1.

O empate é excluído da análise, o que torna {\displaystyle n}, o número de casos positivos e negativos, igual a 9,
Qual é a probabilidade de um resultado tão extremo quanto 8 positivos em favor de B em 9 pares, sendo que a hipótese nula diz que os consumidores não preferem B a A? Isto é igual à probabilidade 8 ou mais caras em 9 jogos de cara ou coroa com uma moeda justa e pode ser calculado usando a distribuição binomial com a probabilidade de caras e a probabilidade de coroas iguais a 0,5.
A probabilidade de 8 ou 9 caras em 9 jogos de cara ou coroa com uma moeda justa é igual a 0,0195. A hipótese nula é rejeitada e o operário conclui que os consumidores preferem o produto B ao produto A.

## Exemplo de teste do sinal para mediana de uma única amostra
P. Sprent dá o seguinte exemplo de um teste do sinal para uma mediana. Em um ensaio clínico, o tempo de sobrevivência (em semanas) é coletado para 10 sujeitos com linfoma não Hodgkin. O tempo de sobrevivência exato não é conhecido para um sujeito que ainda estava vivo 362 semanas depois, quando o estudo terminou. Os tempos de sobrevivência dos sujeitos foram:
49, 58, 75, 110, 112, 132, 151, 276, 281, 362+.
O sinal de mais indica o sujeito ainda vivo no fim do estudo. O pesquisador desejava determina se a mediana do tempo de sobrevivência era menor ou maior que 200 semanas.
A hipótese nula é que a mediana da sobrevivência é igual a 200 semanas. A hipótese alternativa é que a mediana da sobrevivência não é 200 semanas. Nota que este é um teste bilateral: a hipótese alternativa é que a mediana pode ser maior ou menor que 200 semanas.
Se a hipótese nula for verdadeira, ou seja, a mediana da sobrevivência for igual a 200 semanas, então, em uma amostra aleatória, aproximadamente metade dos sujeitos deve sobreviver menos de 200 semanas e aproximadamente metade deve sobreviver mais de 200 semanas. Observações abaixo de 200 recebem um sinal de menos (-); observações acima de 200 recebem um sinal de mais (+). Para os tempos de sobrevivência dos sujeitos, há 7 observações abaixo de 200 semanas (-) e 3 observações acima de 200 semanas (+) para a amostra com 10 sujeitos.
Já que qualquer observação tem a mesma probabilidade de estar acima ou abaixo da mediana da população, o número de observações acima de 200 terá uma distribuição binomial com média igual a 0,5. Qual é a probabilidade de um resultado tão extremo quanto 7 em 10 sujeitos com tempos de sobrevivência abaixo da mediana? Isto é exatamente igual à probabilidade de um resultado tão extremo quanto 7 caras em 10 jogos de cara ou coroa com uma moeda justa. Já que este é um teste bilateral, um resultado extremo pode ser tanto três caras ou menos ou sete caras ou menos.

A probabilidade de observar {\displaystyle k} caras em 10 jogos de cara ou coroa, sendo {\displaystyle p(caras)=0,5} é dada pela fórmula binomial:
{\displaystyle \Pr(n{\acute {u}}mero\ de\ caras=k)={\binom {10}{k}}\times 0,5^{10}}
A probabilidade para cada valor de {\displaystyle k} é dada na tabela abaixo:
| {\displaystyle k}    | 0      | 1      | 2      | 3      | 4      | 5      | 6      | 7      | 8      | 9      | 10     |
| -------------------- | ------ | ------ | ------ | ------ | ------ | ------ | ------ | ------ | ------ | ------ | ------ |
| {\displaystyle \Pr } | 0,0010 | 0,0098 | 0,0439 | 0,1172 | 0,2051 | 0,2461 | 0,2051 | 0,1172 | 0,0439 | 0,0098 | 0,0010 |

A probabilidade de 0, 1, 2, 3, 7, 8, 9 ou 10 caras em 10 jogos é igual à soma de suas probabilidades individuais:
{\displaystyle 0,0010+0,0098+0,0439+0,1172+0,1172+0,0439+0,0098+0,0010=0,3438.}
Assim, a probabilidade de observar 3 ou menos sinais de mais ou 7 ou mais sinais de mais nos dados de sobrevivência, se a mediana da sobrevivência for igual a 200 semanas, é 0,3438. O número esperado de sinais de mais é igual a 5 se a hipótese nula for verdadeira. Observar 3 ou menos ou 7 ou mais sinais de mais não é significantemente diferente de 5. A hipótese nula não é rejeitada. Devido ao seu tamanho extremamente reduzido, esta amostra tem pouca potência para detectar uma diferença.

## História
W. J. Conover e P. Sprent descrevem o uso de teste do sinal por John Arbuthnot em 1710. Arbuthnot examinou certidões de nascimento em Londres para cada um dos 82 anos entre 1629 e 1710. Em todo ano, o número de homens nascidos em Londres superou o número de mulheres. Se a hipótese nula de números iguais de nascimentos de cada sexo for verdadeira, a probabilidade da observação esperada é {\displaystyle 0,5^{82}}, o que levou Arbuthnot a concluir que as probabilidades de nascimentos de homens e de mulheres não eram exatamente iguais.
Por suas publicações em 1692 e 1710, Arbuthnot é creditado pelo "primeiro uso de testes de significância", pelo primeiro exemplo de raciocínio sobre significância estatística e certeza moral e "talvez pelo primeiro relatório publicado com um teste não paramétrico".
Anders Hald descreveu posteriormente o impacto da pesquisa de Arbuthnot da seguinte forma: "Entre 1710 e 1713, Nicholas Bernoulli completou a análise dos dados de Arbuthnot mostrando que a maior parte da variação do número anual de nascimentos de homens pode ser explicada como binomial com {\displaystyle p=18/35}. Este é o primeiro exemplo de ajuste de uma binomial a dados. Assim, temos aqui um teste de significância que rejeita a hipótese {\displaystyle p=0,5} seguido pela estimativa de {\displaystyle p} e por uma discussão sobre qualidade do ajuste."

## Relação com outros testes estatísticos

### Teste de postos sinalizados de Wilcoxon
O teste do sinal exige apenas que as observações em um par estejam ordenadas, por exemplo, {\displaystyle x>y}. Em alguns casos, pode-se atribuir um valor de posto às observações para todos os sujeitos (1, 2, 3, ...). Se as observações puderem ser ranqueadas e cada observação em um par for uma amostra aleatória a partir de uma distribuição simétrica, então, o teste de postos sinalizados de Wilcoxon é apropriado. O teste de Wilcoxon geralmente terá maior potência para detectar diferenças do que o teste do sinal. A eficiência relativa assintótica do teste do sinal comparado ao teste de postos sinalizados de Wilcoxon, sob estas circunstâncias, é igual a 0,67.

### Teste t pareado
Se as observações pareadas forem quantidades numéricas (tais como os comprimentos reais da pata traseira e da pata dianteira no exemplo acima) e as diferenças entre as observações pareadas forem amostras aleatórias a partir de uma única distribuição normal, entao, o teste t pareado é apropriado. O teste t pareado geralmente terá maior potência para detectar diferenças do que o teste do sinal. A eficiência relativa assintótica do teste do sinal comparada ao teste t pareado, sob estas circunstâncias, é igual a 0,637. Entretanto, se a distribuição das diferenças entre os pares não for normal, mas, em vez disso, tiver uma curtose muito baixo (distribuição platicúrtica), o teste do sinal pode ter maior potência do que o teste t pareado, como eficiência relativa assintótica igual a 2 comparado ao teste t pareado e igual a 1,3 comparado o teste do posto sinalizado de Wilcoxon.

### Teste de McNemar
Em algumas aplicações, as observações no interior de cada par podem apenas assumir os valores 0 ou 1. Por exemplo, 0 pode indicar fracasso e 1 pode indicar sucesso. Há quatro pares possíveis: {\displaystyle \{0,0\}}, {\displaystyle \{0,1\}}, {\displaystyle \{1,0\}}, {\displaystyle \{1,1\}}. Nestes casos, o mesmo procedimento do teste do sinal é usado, mas é conhecido como teste de McNemar.

### Teste de Friedman
Em vez de observações pareadas tais como {\displaystyle (Produto\ A,Produto\ B)}, os dados podem consistir em três ou mais níveis, como {\displaystyle (Produto\ A,Produto\ B,Produto\ C)}. Se as observações individuais puderem ser ordenadas de forma igual à do teste do sinal, por exemplo, {\displaystyle B>C>A}, então, o teste de Friedman pode ser usado.